# エブリー男爵
エブリー男爵（英: Baron Ebury）は、イギリスの貴族、男爵。連合王国貴族爵位。1999年以降、グローヴナー家の保持するウィルトン伯爵位の従属爵位となっている。 

## 歴史

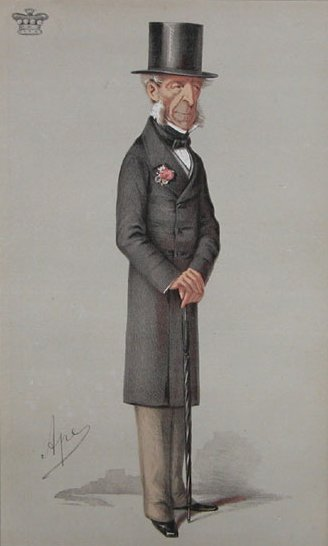
初代男爵ロバート・グローヴナー
バニティ・フェア誌掲載のカリカチュア。カルロ・ペレグリーニ作。

枢密顧問官や王室会計長官を歴任したホイッグ党の政治家ロバート・グローヴナー(1801–1893)は、1857年9月15日に連合王国貴族としてミドルセックス州エブリー・マナーのエブリー男爵(Baron Ebury, of Ebury Manor in the County of Middlesex)に叙された。なお、初代男爵は初代ウェストミンスター侯爵リチャード・グローヴナーの三男にあたっており、長兄は父よりウェストミンスター侯爵位を、次兄は母方の祖父からウィルトン伯爵位を承継している。
2代男爵ロバート(1834-1918)はウェストミンスター選挙区選出の庶民院議員を務めて、自由党の政治家として活動した。
そのひ孫にあたる5代男爵ロバート(1914-1957)はネヴィル・チェンバレン内閣下で侍従たる議員を務めた。
その子である6代男爵フランシス(1934-)は第7代ウィルトン伯爵シーモア・エジャートン(1921–1999)の死去に伴って、1999年にウィルトン伯爵及びその従属爵位を相続した。そのため、エブリー男爵は同伯爵位の従属爵位となっている。(以降の歴史はウィルトン伯爵を参照。)

## エブリー男爵（1857年）
- 初代エブリー男爵ロバート・グローヴナー（英語版） （1801–1893）
- 第2代エブリー男爵ロバート・ウェルズリー・グローヴナー （1834-1918）
- 第3代エブリー男爵ロバート・ヴィクター・グローヴナー（1868–1921）
- 第4代エブリー男爵フランシス・エジャートン・グローヴナー（1883-1932）
- 第5代エブリー男爵ロバート・エジャートン・グローヴナー（英語版） （1914-1957）
- 第6代エブリー男爵(第8代ウィルトン伯爵)フランシス・エジャートン・グローヴナー （1934-） 
  - 以降の歴代当主は「ウィルトン伯爵」を参照。